# Zelów
Zelów é um município da Polônia, na voivodia de Łódź e no condado de Bełchatów. Estende-se por uma área de 10,75 km², com 7 717 habitantes, segundo os censos de 2016, com uma densidade de 717,9 hab/km².